# Lindneromyia argyrogyna
Lindneromyia argyrogyna är en tvåvingeart som först beskrevs av Meijere 1907.  Lindneromyia argyrogyna ingår i släktet Lindneromyia och familjen svampflugor. Inga underarter finns listade i Catalogue of Life.